# 摩迪妮娜·布兰德

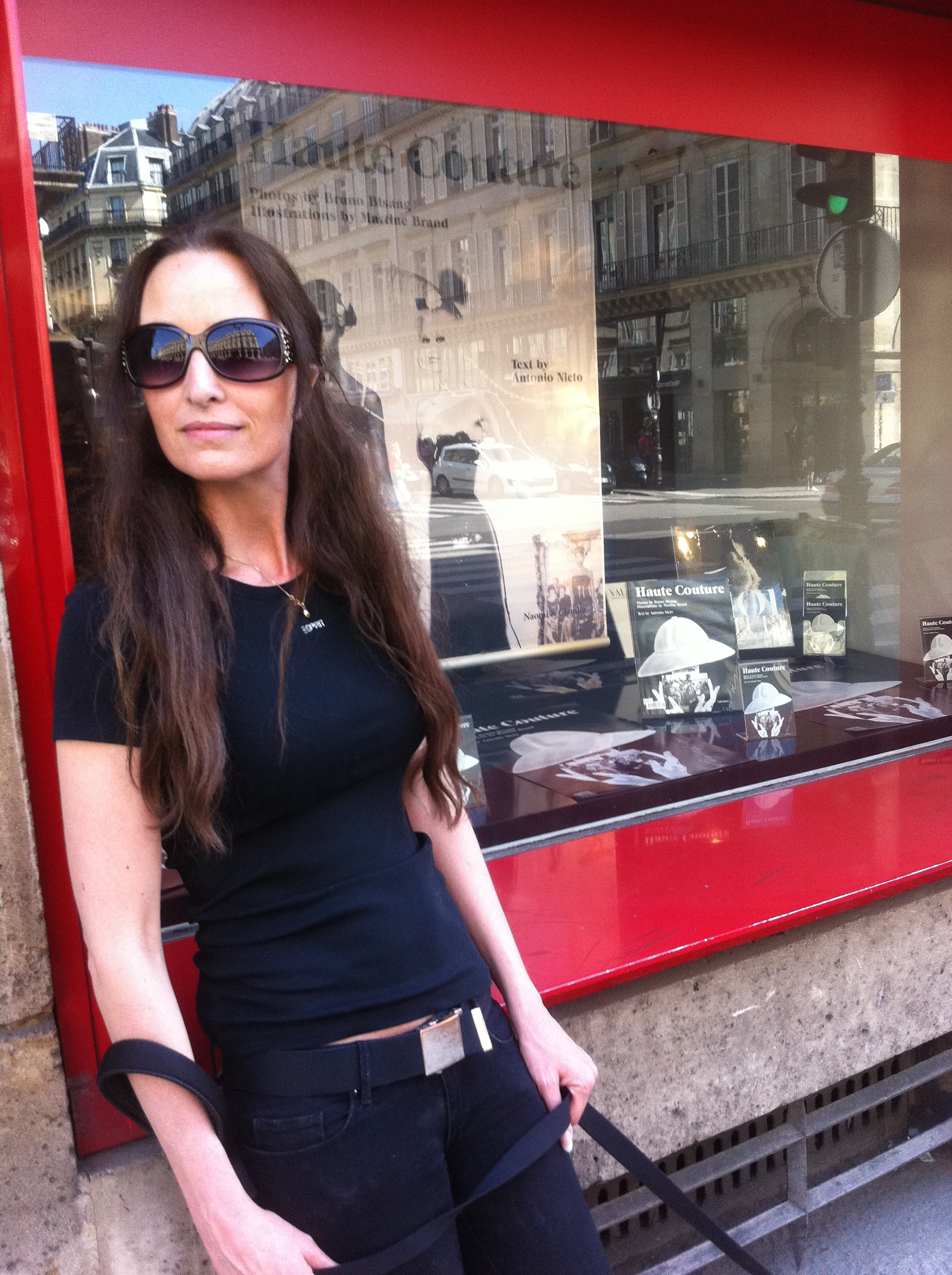
摩迪妮娜·布兰德，巴黎，卢浮宫艺术装饰

摩迪妮娜·布兰德（Martine Brand，1971年1月1日—）是一位荷兰画家 ，时装和儿童读物的插画家。
她的插图发表在《Vogue》，《L'officiel》，《Nouveau》，《Elegance》，《Marie Claire》, 《Catwalk》杂志和《Het Parool》报纸上。 
自2011年起，她绘制了全球发行版的Collections，由英国出版商Michel Haddi的MHS Publishi出版。MHS附属于康泰纳仕，后者也是Vogue杂志以及其他主要时装公司的时装杂志的发行公司。许多时装品牌都与她合作过，其中包括设计师Carna Roitfeld的前助手Benjamin Galopin和美国《Vogue》发行人Tom Florio。 
从2013年到2015年，摩迪妮娜是L'officiel Italia杂志的互联网版的插画家和博客作者 。 

## 关于
摩迪妮娜·布兰德在鹿特丹的时装和服装专业学习，之后于1997年毕业于阿姆斯特丹艺术学院绘画专业。完成学业后，她在露西·凯伊瑟，亚历克斯·德沃尔夫和菲利普·霍普曼的儿童图书插图社实习。1998年，出版商科莱特曼出版了第一本她的儿童读物《在花园里的一匹马》。摩迪妮娜·布兰德于2011年以时装插画家的身份开始创作，她的插画在《Vogue》，《L'officiel》，《Nouveau》，《Elegance》和《Marie-Claire》等杂志上发表。 
在2011年至2016年期间，她与时尚摄影师米希尔哈迪签约了英国出版商MHS Publishing，《摩迪妮娜女装和童装的Collections》，聚集了世界著名时装品牌的藏品，一年发行两个版本。在时装周期间，Comaq在全球32个国家/地区分发了她的出版物。Comaq由康泰纳仕和《国家杂志》公司合资成立，由CondéNast前编辑Anna Harvey和摄影师出版商米希尔哈迪监督。除了《摩迪妮娜的Collections系列》之外，她也与时尚摄影师布鲁诺毕尚合作发行了《摩迪妮娜的高定时装》。在书的封面上，她用模特歌地亞·雪花和娜奧美·金寶展示了香奈儿品牌。 
2013年，摩迪妮娜为纽约广告代理商David Lipman展示了迪奥购物袋的插画。自2013年到2015年是时尚杂志《L'officiel Italy》的插画家。 她为香奈儿高级女装珍珠做插画，为路易威登青年设计师奖作插图，她为陪审团成员卡尔·拉格斐和乔治·阿玛尼的冰香水作画。新闻频道Nowfashion在2014年要求她为时尚记者Antonio Manlio Nieto的新闻栏目绘制插画。为此，她选了纪梵希的模特Bettini Graziani。在2014年至2019年之间，摩迪妮娜为了萧邦“快乐钻石手表”定制插画，接下去也为伯爵玫瑰金戒指和2019年萧邦农历新年活动的珠宝绘制广告插画。由米歇尔·哈迪执导的时尚电影《罗马》，摩迪妮娜是执行电影制片人。  她于2015年为美国艺人经纪人杰里·勃兰特的一本书籍《如果你跑步，那是从布鲁克林走的几步之遥》绘制插画，在她画笔下的人物有 山姆.库克 ， 滚石乐队 ， 穆罕默德·阿里。其后，她也为个人传记《传奇代理商经理杰里·勃兰特》的封面绘制了蒂娜·特纳。此外，摩迪妮娜也是是第一个受邀为Contour Getty Images创作的荷兰时装插画家。之后，她为前迪奥设计师John Galliano的做插图，出版在出版公司白星星的《时装大师-“梦背后的领先人物》一书中。 
2014年6月，摩迪妮娜·布兰德受来自德国科恩Kaune，Posnik和Spohr画廊的德国人Michael Kaune的邀请，与摄影师布鲁诺毕尚一起展出了《服装高定》一书。 该展览也在科隆艺术博览会展出。之后，荷兰皮恩·拉德梅杰斯画廊邀请摩迪妮娜在他们阿姆斯特丹画廊举办个展。从2014年12月到2016年12月，摩迪妮娜与拉德梅杰斯画廊签订了全球合同，并参加了12场画展。2016年，她在荷兰Twisk开设了一家画廊。 2017年，年龄最大的二战幸存者爱丽丝·赫兹·索默的油画获得伦敦国家肖像画廊提名。2018年，摩迪妮娜成为2017年10位荷兰艺术家的第八位，于2018年6月受邀荷兰驻华上海总领馆在上海举办个展。荷兰总领事馆安妮克·阿德玛出席开幕式并致开幕辞。
在2019年2月，摩迪妮娜与萧邦合作为2019年中国新年活动在阿姆斯特丹展示了她的绘画和插图。 在2019年7月她在阿姆斯特丹国家博物馆的联合展览“万岁伦勃朗”中展出了爱丽丝·赫兹·索默这幅画作。 
摩迪妮娜在2019年为投资人Roelof Bijlsma的公司Numa Kapital BV创建一个时装系列。她也在为自己的第一个珠宝系列进行设计。在2019年底，她正在与电影制片人卡里·伍兹和电影导演加里·布雷斯林合作制作儿童图书和电影动画项目《小动物》。 

## 展览
- 泛阿姆斯特丹， 泛阿姆斯特丹 ， [5]
- 阿姆斯特丹奢侈品博览会Art RaiFiac和皇宫奢侈展
- 北海当代爵士乐
- 康德奈士出版社出版物和菲亚隆沙龙（Salon D'automne en Fiac）以及罗浮宫（Caroussel du Louvre）的巴黎大皇宫C港
- 罗浮宫艺术装饰，圣彼得堡君士坦丁宫（俄语：Константиновский дворец）会议厅，香榭丽舍大街巴黎沙龙d'Automne和以色列艺术展。

## 儿童读物
从2011年起，摩迪妮娜为荷兰出版商火柴绘制了《菲利普·弗雷里克》，《卡博尔的猫》 ，《舍尔·库珀》 ，《吉布·维德坎普》，《工厂》，《马里恩·范·德·库维克》，《图像和语言》。《爱》一书由米歇尔·哈迪和凯特·莫斯担任书的封面和电影。摩迪妮娜与艾芙特琳合作，在一盒4本小册子中为火柴盒展示了艾芙特琳的珠宝，并为他们创作了两个童话故事《硫磺棒女郎》和《豌豆公主》。她在2011年还与奇大大·琼斯和火柴盒合作为迪士尼设计了《 樱花琼斯》一书。 与美国电影制片人卡里·伍兹他们共同创作了《拼图人》。在2018年和2019年，她与作家沙荣·伍哲共同创作了《消防女孩》。作品的第一部分在荷兰全国消防大队会议上由艾芙特琳推出，第二部分《热带地区的白兰地》被“约克史密斯”奖提名。 

## 刊物
- 标题：2011年秋冬系列，MHS, COMAG, ISBN 977-17-46-0080-87-03
- 标题：2012年春夏系列，MHS，COMAG, ISBN 977-17-46-0080-94-05
- 标题：2012年秋/冬系列。 MHS，COMAG, ISBN 977-17-46-0080-9409
- 标题：Michel Haddi和摩迪妮娜·布兰德2012， ISBN 978-94-90-3567-67 ， ISBN 978-94-90-3567-67
- 标题：摩迪妮娜·布兰德作品集，2013年，MHS， COMAG, ISBN 977-17-46-0080-94-11
- 高级成衣布鲁诺·比桑/摩迪妮娜·布兰德，2013年，MHS，COMAG, ISBN 977-17-46-0080-94-11
- 标题：藏品艺术，摩迪妮娜·布兰德，2013 MHS，COMAG，ISBN977-17-46-0080-94-07
- 标题：馆藏，摩迪妮娜·布兰德，2014年，MHS, COMAG，ISBN 977-2--56-6260-809
- 标题: 超级女孩，布鲁诺和摩迪妮娜，2015年，火柴盒 ， ISBN 978-94-9-356-0606
- 标题：消防员白兰地，S·翁施, 布朗德， ISBN 978-94-92655-01-01
- 标题：热带地区的贵族，S·翁施, 布朗德， ISBN 978-94-92655-02-08